# Lista zabytków w Lii
To jest lista zabytków w miejscowości Lija na Malcie, które są umieszczone na liście National Inventory of the Cultural Property of the Maltese Islands.

## Lista
| Nazwa zabytku                                   | Lokalizacja                                       | Współrzędne                                   | Nr na liście NICPMI | Zdjęcie |  |
| ----------------------------------------------- | ------------------------------------------------- | --------------------------------------------- | ------------------- | ------- |  |
| Nisza św. Rocha                                 | 73 Triq Ugo Mifsud                                | 35°54′13,0″N 14°26′57,2″E/35,903611 14,449222 | 00806               |         |  |
| Kościół parafialny pw. Przemienienia Pańskiego  | Misraħ it-Transfigurazzjoni                       | 35°54′06,2″N 14°26′47,9″E/35,901722 14,446639 | 00807               |         |  |
| Statua św. Pawła                                | Triq il-Forn / Triq Ugo Mifsud                    | 35°54′08,9″N 14°26′49,6″E/35,902472 14,447111 | 00808               |         |  |
| Kościół św. Piotra                              | Triq il-Forn                                      | 35°54′09,3″N 14°26′49,4″E/35,902583 14,447056 | 00809               |         |  |
| Nisza św. Józefa                                | 29 Triq Ugo Mifsud / Triq is-Salvatur             | 35°54′10,6″N 14°26′52,5″E/35,902944 14,447917 | 00810               |         |  |
| Nisza św. Filipa Neri                           | Triq Ugo Mifsud / Triq Mabel Strickland           | 35°54′11,4″N 14°26′54,2″E/35,903167 14,448389 | 00811               |         |  |
| Stary kościół pw. Przemienienia Pańskiego       | Triq is-Salvatur                                  | 35°54′12,2″N 14°26′51,9″E/35,903389 14,447750 | 00812               |         |  |
| Kościół św. Andrzeja                            | Triq Udo Mifsud                                   | 35°54′02,4″N 14°26′46,5″E/35,900667 14,446250 | 00813               |         |  |
| Kościół pw. Wniebowzięcia Matki Bożej "Ta’Duna" | Triq San Andrija / Triq il-Kbira                  | 35°54′01,1″N 14°26′46,9″E/35,900306 14,446361 | 00814               |         |  |
| Nisza św. Józefa                                | 16 Triq il-Forn                                   | 35°54′04,4″N 14°26′45,3″E/35,901222 14,445917 | 00815               |         |  |
| Nisza Matki Bożej z Góry Karmel                 | Triq il-Kunċizzjoni / Triq il-Forn Sqaq No 3      | 35°54′04,7″N 14°26′43,0″E/35,901306 14,445278 | 00816               |         |  |
| Nisza Matki Bożej z Lourdes                     | 42 Triq il-Forn                                   | 35°54′06,0″N 14°26′44,4″E/35,901667 14,445667 | 00817               |         |  |
| Nisza Matki Boskiej Bolesnej                    | Triq il-Forn / Triq il-Knisja                     | 35°54′07,2″N 14°26′45,5″E/35,902000 14,445972 | 00818               |         |  |
| Statua św. Józefa                               | 181 Triq Annibale Preca                           | 35°53′53,7″N 14°26′46,9″E/35,898250 14,446361 | 00819               |         |  |
| Nisza Zwiastowania                              | 181 Triq Annibale Preca                           | 35°53′53,9″N 14°26′47,1″E/35,898306 14,446417 | 00820               |         |  |
| Płaskorzeźba św. Józefa                         | Triq Annibale Preca / Triq Sant’Antnin            | 35°53′53,5″N 14°26′47,6″E/35,898194 14,446556 | 00821               |         |  |
| Nisza Najświętszego Serca Jezusowego            | 196 Triq Annibale Preca                           | 35°53′53,1″N 14°26′43,7″E/35,898083 14,445472 | 00822               |         |  |
| Nisza św. Franciszka                            | Triq Sant’ Andrija / Triq Sant’ Andrija Sqaq No 2 | 35°53′56,7″N 14°26′44,5″E/35,899083 14,445694 | 00823               |         |  |
| Nisza Chrystusa Zbawiciela                      | Triq Sant’ Andrija / Triq Enejja                  | 35°53′58″N 14°26′45″E/35,899444 14,445833     | 00824               |         |  |
| Nisza Wniebowzięcia                             | 8 Triq Enejja                                     | 35°53′57,4″N 14°26′46,5″E/35,899278 14,446250 | 00825               |         |  |
| Kościół „Tal-Mirakli”                           | Triq il-Mitħna / Triq Annibale Preca              | 35°53′49,5″N 14°26′15,6″E/35,897083 14,437667 | 00826               |         |  |
| Nisza Matki Bożej z Lourdes                     | 10 Triq Annibale Preca                            | 35°53′49,9″N 14°26′17,0″E/35,897194 14,438056 | 00827               |         |  |
| Kościół Niepokalanego Poczęcia                  | Triq il-Kunċizzjoni / Triq il-Mitħna              | 35°54′01,8″N 14°26′32,5″E/35,900500 14,442361 | 00828               |         |  |
| Nisza św. Mikołaja                              | 64 Triq il-Kunċizzjoni                            | 35°54′03,0″N 14°26′36,4″E/35,900833 14,443444 | 00829               |         |  |
| Płaskorzeźba Najświętszego Serca Jezusowego     | 33-35 Triq Annibale Preca                         | 35°53′51,0″N 14°26′25,5″E/35,897500 14,440417 | 00830               |         |  |
| Nisza św. Michała                               | 6 Triq Merino                                     | 35°54′12,3″N 14°26′46,0″E/35,903417 14,446111 | 00831               |         |  |
| Kaplica Matki Bożej "Tal-Belliegħa"             | Triq Mabel Strickland                             | 35°54′12,8″N 14°26′53,5″E/35,903556 14,448194 | 00832               |         |  |
| Palazzo Francia                                 | Triq Preziosi                                     | 35°54′11,4″N 14°26′41,8″E/35,903167 14,444944 | 01176               |         |  |
| Villa Gourgion                                  | 4 Triq il-Kbira                                   | 35°54′08,3″N 14°26′50,0″E/35,902306 14,447222 | 01177               |         |  |